# Francis Foljambe (homme politique)
Pour les articles homonymes, voir Foljambe.
Francis John Savile Foljambe (9 avril 1830 - 5 février 1917) est un député libéral britannique.

## Biographie
Foljambe est né à Osberton Hall, près de Worksop, dans le Nottinghamshire le 9 avril 1830. Il est le fils aîné et héritier de George Savile Foljambe  et de Harriet Emily Mary Milner (une fille de Sir William Milner, 4e baronnet) . Après la mort de sa mère, son père se remarie à Selina, vicomtesse Milton, veuve de William Charles FitzWilliam, vicomte Milton (fils du 5e comte Fitzwilliam) et fille de Charles Jenkinson (3e comte de Liverpool). De ce mariage, il a un demi-frère cadet, un homme politique libéral Cecil Foljambe (1er comte de Liverpool)  et une demi-sœur, l'hon. Mary Selina Charlotte Fitzwilliam, qui épouse Henry Portman .
Il fait ses études au Collège d'Eton et Christ Church, Oxford.
Foljambe est élu député d'East Retford aux élections générales de 1857. Il est réélu à chaque élection générale jusqu'à l'élection de 1885, date à laquelle le siège est aboli. Il possède environ 14 500 acres (58,67941809 km2) de terre et est membre de Brooks's. Il est nommé membre du Conseil privé en 1895 .
En 1889, il succède à Antony Gibbs en tant que haut shérif du Nottinghamshire et est à son tour remplacé par Sir Charles Seely.

## Vie privée
Le 20 février 1856, il épouse Lady Gertrude Emily Acheson, fille aînée d'Archibald Acheson (3e comte de Gosford) et de Lady Theodosia Brabazon (fille de John Brabazon (10e comte de Meath)) . Ensemble, ils ont trois fils, dont :
- George Savile Foljambe (1856-1920), un joueur de cricket qui épouse Dora Margaret Warre, fille du Dr Edmond Warre (en), directeur d'Eton [6]
- Godfrey Acheson Thornhagh Foljambe (1869-1942), également joueur de cricket qui épouse Judith Frances Wright, fille de FitzHerbert Wright et sœur de H. FitzHerbert Wright[7]
- Hubert Francis Fitzwilliam Brabazon Foljambe (1872-1914), qui épouse Gladys Bewicke-Copley, une fille du général. Robert Calverley Alington Bewicke-Copley de Sprotborough Hall en 1909. Il est tué au combat pendant la Grande Guerre lors de la première bataille de l'Aisne [8].

Foljambe est décédé le 5 février 1917 . Sa veuve, Lady Gertrude Foljambe, est décédée le 17 décembre 1927 .